# Гузенбауэр, Илона
Илона Мария Гузенбауэр (урождённая Майдан, 16 сентября 1947 года, Гуммерсбах, Северный Рейн-Вестфалия) — австрийская спортсменка, выступавшая в прыжках в высоту, экс-рекордсменка мира (1,92 м в Вене, 04.09.1971), бронзовый призёр Олимпийских игр 1972 года в Мюнхене, десятикратная чемпионка Австрии (1966—1973, 1975 и 1976).
Личный рекорд в прыжках в высоту (1,93 м) установила в 1972 году.

## Спортивная карьера
Первый спортивный успех пришёл к Илоне Гузенбауэр в 1966 году, когда она стала чемпионкой Австрии. На первых своих международных соревнованиях, Олимпийских играх 1968 года в Мехико, она с результатом 1,76 м заняла 8 место. В 1970 году завоевала бронзовую медаль на Всемирной Универсиаде в Турине.
Сезон 1971 года стал пиком её спортивных достижений. В августе в Хельсинки она стала чемпионкой Европы, а три недели спустя, 4 сентября того же года на спортивном фестивале, состоявшемся на стадионе Пратер в Вене, установила мировой рекорд 1,92 м, превысив на один сантиметр достижение румынки Иоланды Балаш десятилетней давности. В этом же году она была признана спортсменкой года в Австрии.

### 1972, Олимпийские игры в Мюнхене
На Олимпийские игры 1972 года в Мюнхене Гузенбауэр приехала фаворитом. Считалось, что конкуренцию ей может оказать только болгарская спортсменка Иорданка Благоева. В предварительных соревнованиях она легко с первой попытки взяла квалификационный рубеж 1,76 м. Однако на следующий день, 4 сентября, в финале произошла неожиданность. Малоизвестная 16-летняя спортсменка из Германии Ульрике Мейфарт, личный рекорд которой составлял всего 1,85 м, продемонстрировала блестящую серию прыжков, взяв с первой попытки высоты 1,71; 1,76; 1,79; 1,82 и 1,85, а также высоту 1,88, которая на 3 см превышала её личное достижение. Высоту 1,88 м, кроме Мейфарт преодолели только две участницы — Илона Гузенбауэр и Йорданка Благоева. Благоева, как и Мейфарт, брала все предыдущие высоты с первой попытки и делила с ней первую позицию, Гузенбауэр шла третьей, имея пять неудачных попыток, в том числе одну на высоте 1,88 м. Решающей стала высота 1,90 м. Мейфарт взяла её со второй попытки, обе её соперницы потерпели неудачу. Таким образом, Гузенбауэр заняла только третье место.

## После окончания спортивной карьеры
В настоящее время Илона Гузенбауэр живёт в округе Мёдлинг (Нижняя Австрия). В 1996 году она была награждена Золотой медалью за заслуги перед Австрийской Республикой.